# Limberg bei Elze
Limberg bei Elze este o arie protejată (sit de importanță comunitară — SCI) din Germania întinsă pe o suprafață de 169,5 ha, integral pe uscat.

## Localizare
Centrul sitului Limberg bei Elze este situat la coordonatele 52°07′52″N 9°41′24″E / 52.1311°N 9.69°E.

## Înființare
Situl Limberg bei Elze a fost declarat sit de importanță comunitară în ianuarie 2005 pentru a proteja 1 specie de animale.

## Biodiversitate
Situată în ecoregiunea atlantică, aria protejată conține 4 habitate naturale: Păduri de fag Asperulo-Fagetum, Păduri de stejar sau de stejar și carpen sub-atlantice și medio-europene de Carpinion betuli, Păduri de stejar și carpen Galio-Carpinetum, Păduri aluvionare cu Alnus glutinosa și Fraxinus excelsior (Alno-Padion, Alnion incanae, Salicion albae).
La baza desemnării sitului se află o specie protejată de  mamifere: liliac comun (Myotis myotis).